# NGC 2466
NGC 2466 est une vaste galaxie spirale située dans la constellation du Poisson volant. NGC 2466 a été découverte par l'astronome britannique John Herschel en 1835.

## Caractéristiques
Sa vitesse par rapport au fond diffus cosmologique est de 5 428 ± 10 km/s, ce qui correspond à une distance de Hubble de 80,1 ± 5,6 Mpc (∼261 millions d'al).
La classe de luminosité de NGC 2466 est III et elle présente une large raie HI.

## Supernova
La supernova SN 2003gh a été découverte dans NGC 2466 le 29 juin 2003 par l'astronome amateur sud africain Berto Monard. Cette supernova était de type Ia.